# National Soccer Hall of Fame and Museum
National Soccer Hall of Fame and Museum är ett nationellt fotbollsmuseum i Oneonta, New York i USA. Det öppnade 1981 och fick nya lokaler 1999. 2009 stängde museet och föremålen samt arkiven fördes över till USA:s fotbollsförbund (US Soccer Federation) som förvarar samlingarna. Det finns ännu inget beslut huruvida musset ska återuppstå eller vad som ska hända med samlingarna.
Museet grundades 1981 efter beslut av lokala politiker som på 1970-talet ville att etablera ett fotbollsmuseum för att locka turister till staden. Oneontas grannstad Cooperstown sedan 1931 varit platsen för det populära National Baseball Hall of Fame and Museum.
2005 hade man 23 000 besökare.

## Utställningar (urval)
- Rotunda: The Builders and Players
- American Soccer Story Begins
- Gonsalves Era: 1930-1945
- Bahr Era: 1947-1959
- Pelé Era: 1975-1977
- Balboa Era: The Early 1990s
- Keller Era: The Late 1990s
- Akers Era: The Early 1990s
- Hamm Era: The Late 1990s
- Major League Soccer
- World Origins of Soccer
- Early NASL: 1968-1975
- American Soccer League: 1921-1990
- World Cup 1994
- 1999 Women's World Cup

## Utställda föremål (urval)
- The Dewar Challenge Trophy: US Open Cups pokal, som skänktes till USA:s fotbollsförbund av Sir Thomas Dewar, ägare av Dewar’s Whisky, för att etablera en cup liknande FA-cupen i England. US Open Cup har spelats sedan 1914.
- VM-pokalerna från 1991 och 1999
- Finalbollen från VM 1999: som Brandi Chastain slog in den avgörande straffen med i VM-finalen 1999 mot Kina.
- Matchbollen från USA:s seger mot England i VM 1950
- Walter Bahrs matchtröja: USA:s lagkapten som slog den målgivande passningen i Englandsmatchen.
- Pelés matchtröja från New York Cosmos
- Landslagströja signerad av President George W. Bush från 2002.